# La Reine des anges
La Reine des anges (titre original : Queen of Angels) est un roman de Greg Bear publié en 1990.